# Stoczki (Łódź)
Stoczki [ˈstɔt͡ʂki] es un pueblo ubicado en el distrito administrativo de Gmina Nowa Brzeźnica, dentro del Distrito de Pajęczno, Voivodato de Łódź, en Polonia central. Se encuentra aproximadamente a 3 kilómetros al suroeste de Nowa Brzeźnica, a 15 kilómetros al sureste de Pajęczno, y a 85 kilómetros al sur de la capital regional Lodz.
El pueblo tiene una población de 35 habitantes.